# Момски хребет
Мо̀мският хребет (на руски: Момский хребет) е планински хребет в Източен Сибир, разположен в североизточната част на Якутия, Русия.
Простира се от северозапад (средното течение на река Индигирка) на югоизток (долината на река Омулевка, от басейна на Колима) на протежение от 450 km покрай десния бряг на река Мома (десен приток на Индигирка). На североизток плавно се понижава към югозападната част на Колимската низина, т.нар. Ожогински дол. Средна надморска височина 1600 – 2300 m, максимална 2480 m (66°35′41″ с. ш. 144°46′44″ и. д. / 66.594722° с. ш. 144.778889° и. д.), разположена в северозападната му част. Изграден е основно от пясъчници и алевролити. По билните му части преобладават алпийските релефни форми, а склоновете му са дълбоко разчленени от долините на реките. От него водят началото си множество реки десни притоци на Индигирка (Килах, Буор-Юрях, Бадяриха и др.) и Мома и леви притоци на Колима (Зирянка, Ожогина и др.). Склоновете му до 900 m по северните и до 1100 m по южните са покрити с редки лиственични гори, а нагоре следват петна от кедров клек и хвойна. От 1500 m нагоре – планинска тундра.